# Louis Léopold Boilly
Louis Léopold Boilly (La Bassée, 5 de julio de 1761-París, 4 de enero de 1845), fue un pintor y dibujante francés. Destacó por su talento para la interpretación de retratos pictóricos. También realizó varias obras de escena de género, las cuales mostraban muy detalladamente el estilo de vida de la clase social media en Francia a finales del siglo XVIII y a principios del siglo XIX. Además, su estilo se vio influenciado por la pintura barroca de los Países Bajos del siglo XVII, de pintores como Gabriël Metsu, Willem van Mieris y Gerard ter Borch.
Desde una edad muy temprana, Boilly fue un pintor autodidacta, comenzando la producción de sus primeras obras a la edad de doce años. En 1774 comenzó a mostrar sus obras a los frailes de la Orden de San Agustín del condado de Douai, quienes evidentemente quedaron impresionados. En el año de 1804 fue condecorado con una medalla Salón de Paris por diversas obras que tuvieron mucho éxito en Francia y alrededor de toda Europa.
- Datos: Q715909
- Multimedia: Louis-Léopold Boilly / Q715909